# Чемпіонат УРСР із шахів 1933
7-й чемпіонат України (УРСР) з шахів, що проходив у Харкові починаючи з 1 липня 1933 року.

## Загальна інформація про турнір
7-й чемпіонат УРСР розпочався у Харкові з відбіркового турніру, перемогу в якому, з результатом 9 очок з 11 можливих (+7-0=4), здобув киянин Олександр Константинопольський. Окрім нього, до першої шістки увійшли також Абрам Замиховський, Дмитро Григоренко, Аполлінарій Гаєвський, Йосип Погребиський і Павло Тесленко. Згідно з положенням, у фіналі до них мали приєднатися майстри, яких в Україні тоді вже було чотири. Та з різних причин фінальний турнір не вдалося провести.
Тим часом шахістам України виділили дві вакансії для участі у чемпіонаті СРСР 1933 року. Через що, було вирішено в спішному порядку провести новий двоколовий турнір за участі трьох переможців відбірного турніру та трьох майстрів (Кирилова, Раузера, Селезньова), який отримав статус фінального турніру чемпіонату УРСР. Правда, внаслідок відмови чемпіона УРСР Абрама Замиховського число учасників скоротилося до п'яти.
Турнір закінчився перемогою Володимира Кирилова та Всеволода Раузера, які й отримали право на участь у чемпіонаті СРСР.
З 20 зіграних на турнірі партій  — 13 закінчилася перемогою однієї зі сторін (65,0 %), внічию завершилися 7 партій.

## Турнірна таблиця
| № | Учасник                        | Місто   | 1 | 1 | 2 | 2 | 3 | 3 | 4 | 4 | 5 | 5 |  | + | − | = | Очки | Місце  |
| - | ------------------------------ | ------- | - | - | - | - | - | - | - | - | - | - |  | - | - | - | ---- | ------ |
| 1 | Володимир Кирилов              | Харків  |   |   | 0 | ½ | ½ | 1 | 1 | ½ | 1 | ½ |  | 3 | 1 | 4 | 5    | Gold   |
| 2 | Всеволод Раузер                | Київ    | 1 | ½ |   |   | 1 | 0 | 1 | 0 | 1 | ½ |  | 4 | 2 | 2 | 5    | Gold   |
| 3 | Олександр Константинопольський | Київ    | ½ | 0 | 0 | 1 |   |   | ½ | ½ | 1 | 1 |  | 3 | 2 | 3 | 4½   | Bronze |
| 4 | Олексій Селезньов              | Сталіне | 0 | ½ | 0 | 1 | ½ | ½ |   |   | 1 | 0 |  | 2 | 3 | 3 | 3½   | 4      |
| 5 | Дмитро Григоренко              | Харків  | 0 | ½ | 0 | ½ | 0 | 0 | 0 | 1 |   |   |  | 1 | 5 | 2 | 2    | 5      |